# Martin Peak
Der Martin Peak ist ein 1045 m hoher Berg im westantarktischen Queen Elizabeth Land. In der nördlichen Patuxent Range der Pensacola Mountains ragt er 5 km nordöstlich des Nance Ridge in den Thomas Hills auf.
Der United States Geological Survey kartierte ihn anhand eigener Vermessungen und Luftaufnahmen der United States Navy aus den Jahren von 1956 bis 1966. Das Advisory Committee on Antarctic Names benannte ihn 1968 nach Christopher Martin, Biologe auf der Palmer-Station von 1966 bis 1967.